# Once Around
Once Around – Mannen som inte passade in är en amerikansk film från 1991, regisserad av Lasse Hallström.

## Om filmen
Filmen hade svensk premiär den 19 juli 1991.

## Rollista (urval)
- Richard Dreyfuss - Sam Sharpe
- Holly Hunter - Renata Bella
- Danny Aiello - Joe Bella
- Laura San Giacomo - Jan Bella
- Gena Rowlands - Marilyn Bella
- Roxanne Hart - Gail Bella